# NGC 5888
NGC 5888 ist eine Balken-Spiralgalaxie vom Hubble-Typ SBbc mit aktivem Galaxienkern im Sternbild Bärenhüter am Nordsternhimmel. Sie ist schätzungsweise 395 Millionen Lichtjahre von der Milchstraße entfernt und hat einen Durchmesser von etrwa 195.000 Lichtjahren. Vom Sonnensystem aus entfernt sich das Objekt mit einer errechneten Radialgeschwindigkeit von näherungsweise 8.700 Kilometern pro Sekunde.
Gemeinsam mit NGC 5886 bildet sie ein gravitativ gebundenes Galaxienpaar. 
Im selben Himmelsareal befinden sich unter anderem die Galaxien  NGC 5889, PGC 2175265, PGC 2176343, PGC 2186360.
Das Objekt wurde am 9. April 1787 von Wilhelm Herschel mit einem 18,7-Zoll-Spiegelteleskop entdeckt, der sie dabei mit „vF, vS, resolvable“ beschrieb.